# Acanthomuricea purpurea
Acanthomuricea purpurea is een zachte koraalsoort uit de familie Plexauridae. De koraalsoort komt uit het geslacht Acanthomuricea. Acanthomuricea purpurea werd in 1897 voor het eerst wetenschappelijk beschreven door Whitelegge. 